# Jyamire (Sindhupalchowk)
Jyamire – gaun wikas samiti w środkowej części Nepalu  w strefie Bagmati w dystrykcie Sindhupalchowk. Według nepalskiego spisu powszechnego z 2001 roku liczył on 1125 gospodarstw domowych i 5844 mieszkańców (2954 kobiet i 2890 mężczyzn).